# Омурбеков Азатбек Асанбекович
Азатбек Асанбекович Омурбеков (рос. Азатбек Асанбекович Омурбеков; 17 вересня 1983, Нукус, Узбецька РСР) — російський офіцер, військовий злочинець, полковник ЗС РФ. Герой Російської Федерації.

## Біографія
Син військовослужбовця. У 2000 році закінчив Купинський ліцей № 2, потім — Челябінський танковий інститут. Учасник анексії Криму та інтервенції в Сирію. В листопаді 2021 року отримав благословення Російської Православної Церкви. З 24 лютого 2022 року бере участь у вторгненні в Україну, командир 64-ї окремої мотострілецької бригади.

## Бучанська різанина
Бійці бригади Омурбекова підозрюються у скоєнні воєнних злочинів в українському місті Буча, селі Андріївка та інших населених пунктах Київської області. ЗМІ його охрестили «Бучанським м'ясником».
Омурбеков став добре відомий громадськості після того, як український сайт громадянської журналістики InformNapalm знайшов офіцера, оприлюднивши більшу частину його особистої інформації. Як повідомляє InformNapalm, Омурбеков — 40-річний підполковник, який очолював російські війська під час битви за Бучу. Британська газета «Індепендент» заявила, що не може підтвердити або перевірити заяви.
У липні 2022 року журналісти-розслідувачі зі «Слідства.Інфо» знайшли підтвердження того, що у лютому — березні Омурбеков перебував на Київщині — його упізнав місцевий житель села Андріївка Київської області.
Згідно з розслідуванням інтернет-видання «Важные истории», Азатбек Омурбеков силоміць примушував йти в бій так званих «відмовників» — солдатів, які не бажали воювати, погрожував їм розстрілом, а також передавав командуванню фіктивну інформацію про неіснуючі успіхи своєї бригади.
Президент України Володимир Зеленський відвідав Бучу 4 квітня 2022 року. Потім він розповів про воєнні злочини, які вчинили російські війська. Війська під командуванням Омурбекова вбивали беззбройних мирних жителів і ґвалтували жінок і дітей. Після того, як російські війська залишили місто, було виявлено братські могили. Тоді Зеленський закликав створити трибунал у Нюрнберзькому стилі для розслідування та переслідування російських воєнних злочинів.

## Нагороди
Отримав численні нагороди, серед яких:
- Медаль ордена «За заслуги перед Вітчизною» 2-го ступеня з мечами
- Медаль Суворова
- Медаль «За бойові заслуги»
- Медаль «За військову доблесть» 2-го ступеня
- Медаль «За повернення Криму»
- Медаль «Учаснику військової операції в Сирії»
- Медаль «За участь у військовому параді в День Перемоги»
- Звання «Герой Російської Федерації» (2022)[14] — «за мужність і героїзм, проявлені під час виконання військового обов'язку.»

## Сім'я
Дружина Катерина — військовослужбовець 70-ї окремої мотострілецької бригади.

## Санкції
Азатбек Омурбеков як командир російської 64-ї окремої мотострілецької бригади брав безпосередню участь у наступальних діях на Київ, причетний до вбивства мирних жителів у передмісті Києва під час російського вторгнення в Україну, є підсанкційною особою багатьох країн світу.
З 21 квітня 2022 року внесений до санкційних списків Великої Британії через те, що «безпосередньо командував або мав істотний вплив на дії військових, причетних до вбивства мирних жителів у київському передмісті Буча під час російського вторгнення в Україну».
З 6 травня 2022 року внесений до санкційного списку Канади за «співучасть у виборі президента Путіна вторгнутися в мирну і суверенну країну».
З 3 червня 2022 року внесений до санкційних списків усіх країн Євросоюзу «за звірства, які являють собою злочини проти людяності та воєнні злочини. Він керував діями своєї військової частини й дістав прізвисько „м'ясник Бучі“ у зв'язку з його прямою відповідальністю за вбивства, зґвалтування і тортури в Бучі».
З 19 жовтня 2022 року перебуває під санкціями України.